# シロアマダイ
シロアマダイ（学名：Branchiostegus albus）は、アマダイ科アマダイ属に分類される魚類の一種である。

## 名称
日本語ではシロアマダイと呼ばれるが、地域名として東京ではシラカワ、和歌山県や三重県南部ではシロクジやシロカワ、長崎県や鹿児島県ではシロクズナとも呼ばれる。
学名の「albus」は「白い」という意味である。

## 分布
本州以南の日本や釜山から、東シナ海や南シナ海、フィリピンにかけて分布する。特に台湾の北部に多い。

## 形態
体はやや長く、平たい。体色は薄い赤紫色や、灰色を帯びた淡赤褐色と表現される。腹側は色が淡く、腹鰭は灰色である。眼はやや小さく、直径は頭の長さの1⁄4から1⁄6ほどである。
アカアマダイやキアマダイと似ている。これらとの主な違いは、眼の周辺に白色の模様がないことや、尾鰭の後方に不明瞭ながら淡黄色の小さい横帯が見られることである。

## 生態
底生魚であり、水深30メートルから100メートルほどの砂泥底に生息する。海底に穴を掘って隠れ家にする習性がある。穴から顔を出して周辺を伺い、近くを通る甲殻類（エビ・カニ・シャコなど）やゴカイ類、イカ類を餌とする。アカアマダイと比べ成長速度が著しく早く、生後3年ほどで最大級のアカアマダイ（生後7年から8年）よりも大きくなる。雌より雄の方が大きい。寿命は8年から9年ほどと考えられている。産卵期は12月から5月で、産卵盛期は4月から5月である。なお、体長30センチメートルのシロアマダイにおいて、12月ごろと4月ごろの2回生殖腺指数が高くなる傾向が確認されていることから、盛期が2回あるのではないかと考えられている。

## 人間との関わり
食用とされ、延縄や一本釣り、底引網、刺網などで漁獲される。日本海での水揚げが主流だが、アカアマダイと比べるとはるかに少ない。11月から4月が旬であり、高値で取引される。
淡白なアマダイ類の中では比較的脂が乗っており、最もおいしいとされる。調理法はアカアマダイと同じで、干物や揚げ物、味噌漬け、酒蒸し、椀種、刺身などで食べられる。